# Alberton (Montana)
Alberton è una città della contea di Mineral, nel Montana, negli Stati Uniti. La popolazione nel 2000 era di 374 persone. Il nome deriva da Albert J. Earling, presidente della Chicago, Milwaukee, St. Paul and Pacific Railroad.

## Geografia fisica
Secondo il censimento del 2000 la superficie di Alberton misaura 1,50 km², dei quali il 3.33% è composto da acque e tutto il resto da terre.

## Società

### Evoluzione demografica
Secondo i dati del censimento del 2000, Alberton era popolato da 374 persone, 152 persone che vivono in convivenza (households), e 108 famiglie residenti. La densità di popolazione era di 253,3 persone per chilometro quadrato. C'erano 175 unità abitative con una densità media di 118.5/km². Dal punto di vista della composizione etnica la città era composta per il 97,59% da bianchi, per lo 0,27% afro americani, per l'1,07% nativi americani, per lo 0,27% da altre razze, e per lo 0,80% da persone discendenti da due o più razze.
Il censimento ha contato 152 nuclei di conviventi, all'interno dei quali il 35,5% ha figli di età inferiore ai 18 anni che vivono con loro, il 60,5% composte da coppie conviventi, il 6,6% composto da donne con marito assente, e il 28,3% non legate da alcun legame familiare. Il 23,7% di i nuclei di conviventi era rappresentato da single e il 3,9% aveva qualcuno che vive da solo tra le persone di 65 anni di età o più. La dimensione media di un nucleo di convivenza è 2,46 mentre la dimensione media di una famiglia era 2.88.
In città la distribuzione della popolazione vedeva il 27,0% di persone di età inferiore a 18, il 5,9% dai 18 ai 24 anni, il 32,1% dai 25 ai 44, il 26,7% dai 45 ai 64, e l'8,3% oltre i 65 anni di età o più. L'età media è 36 anni. Per ogni 100 donne ci sono 96,8 uomini. Per ogni 100 donne sopra i 18 anni, ci sono 103,7 uomini.
Il reddito medio per un nucleo di convivenza era 26.000 dollari, mentre quello di una famiglia era di 26.500 dollari. Gli uomini hanno un reddito medio di 24.792 dollari contro i 20.000 delle donne. Il reddito pro capite in città era di 13.120 dollari. Circa 19,6% delle famiglie e il 19,6% della popolazione erano al di sotto della soglia di povertà, e tra questi il 25,2% erano persone al di sotto dei 18 anni ed il 3,7% quelli dai 65 anni in su.